# Sofia Coppola
Sofia Carmina Coppola, ameriška filmska igralka, scenaristka in režiserka, * 14. maj 1971, New York.

## Življenjepis
Sofia Coppola izhaja iz filmarske družine - starša sta Eleanor in Francis Ford Coppola, brat je Roman Coppola in bratranec igralec Nicolas Cage. V filmih je debitirala že pri starosti 10 tednov - zaigrala je dojenčka v Botru, ki ga je režiral njen oče. 18 let kasneje je prevzela že eno od glavnih vlog, v tretjem delu iste filmske trilogije. Za slednjo vlogo je dobila uničujoče kritike, ki so zaključile njeno igralsko kariero. 
Po študiju slikarstva in fotografije je na Japonskem ustanovila podjetje MilkFed.
Po nekaj scenarističnih poslih se je posvetila adaptaciji romana Jeffreya Eugenidesa, Deviški samomori. Njen istoimenski film je imel premiero na filmskem festivalu v Cannesu leta 1999 ter v naslednjih mesecih osvojil več pomembnih nagrad. 
Coppolin naslednji film, Zgubljeno s prevodom (2003), je osvojil oskarja za najboljši izvirni scenarij. Istočasno je postala šele tretja ženska in prva Američanka, nominirana za oskarja za najboljšo režijo. Film je osvojil tudi več zlatih globusov ter na filmskem festivalu v Benetkah. 
Februarja leta 2005 je Sofia Coppola pričela snemati svoj tretji celovečerni film, Marija Antoinetta. 
Sofia Coppola je bila med letoma 1999 in 2003 poročena z režiserjem Spikom Jonzem, od leta 2004 pa je prijateljevala z režiserjem Quentinom Tarantinom. Leta 2011 se je poročila s Thomasom Marsom, pevcem francoske skupine Phoenix s katerim imata 2 otroka.
Sofia Coppola je leta 2004 postala tretja dobitnica oskarja iz iste družine; pred njo sta oskarje osvajala že njen oče (oskarji za trilogijo Boter in film Patton) ter njen bratranec Nicholas Cage (oskar za Leaving Las Vegas))

## Filmi (scenaristka, režiserka)
- Lick the Star (1998)
- Deviški samomori (1999)
- Zgubljeno s prevodom (2003)
- Marija Antoinetta (2006)
- Tam nekje (2010)
- Bling Ring (2013)
- A Very Murray Christmas (2015)
- Preslepljene (2017)
- On the Rocks (2020)

## Filmi (igralka)
- 1972 - Boter
- 1974 - Boter 2
- 1983 - The Outsiders
- 1983 - Rumble Fish
- 1984 - Cotton Club
- 1986 - Peggy Sue se poroči
- 1990 - Boter 3
- 1999 - Vojna zvezd Epizoda I: Grozeča prikazen
- 2001 - CQ

## Nagrade (izbor)
- 2004 Golden Globe - Zgubljeno s prevodom - najboljši scenarij
- 2004 Oscar - Zgubljeno s prevodom - najboljši scenarij